# Oncorhynchus
Oncorhynchus Suckley, 1861 è un genere di pesci ossei marini e d'acqua dolce appartenenti alla famiglia Salmonidae.

## Distribuzione e habitat
Le specie del genere sono diffuse nell'Oceano Pacifico settentrionale e nelle acque dolci dei fiumi tributari del Pacifico dell'Asia del nord e dell'America settentrionale. Alcune specie (una per tutti la trota iridea O. mykiss) sono state introdotte in altre parti del mondo con caratteristiche climatiche idonee, spesso con pregiudizio dell'ittiofauna autoctona locale. Sono pesci di acque fredde e temperato fredde. Come per il genere Salmo, a cui assomiglia moltissimo, esistono specie che trascorrono tutta la vita in acqua dolce e specie anadrome.

## Descrizione
Come già detto i membri di questo genere sono molto simili a quelli del genere Salmo, con corpo affusolato, bocca ampia dotata di dentatura robusta da predatore, scaglie piccole. La pinna caudale è sempre dotata di macchiette scure (mai in Salmo).

## Riproduzione
Durante il periodo riproduttivo si evidenzia un forte dimorfismo sessuale e, spesso, una colorazione molto vivace. Nelle specie anadrome i riproduttori muoiono dopo la deposizione delle uova.

## Specie
Il genere comprende 16 specie:
- Oncorhynchus aguabonita (Jordan, 1892)
- Oncorhynchus apache (Miller, 1972)
- Oncorhynchus chrysogaster (Needham & Gard, 1964)
- Oncorhynchus clarkii (Richardson, 1836)
- Oncorhynchus formosanus (Jordan & Oshima, 1919)
- Oncorhynchus gilae (Miller, 1950)
- Oncorhynchus gorbuscha (Walbaum, 1792)
- Oncorhynchus iwame Kimura & Nakamura, 1961
- Oncorhynchus kawamurae Jordan & McGregor, 1925
- Oncorhynchus keta (Walbaum in Artedi, 1792)
- Oncorhynchus kisutch (Walbaum, 1792)
- Oncorhynchus masou (Brevoort, 1856)
- Oncorhynchus mykiss (Walbaum, 1792)
- Oncorhynchus nerka (Walbaum in Artedi, 1792)
- Oncorhynchus rhodurus Jordan & McGregor in Jordan & Hubbs, 1925
- Oncorhynchus tshawytscha (Walbaum in Artedi, 1792)